# I Threes

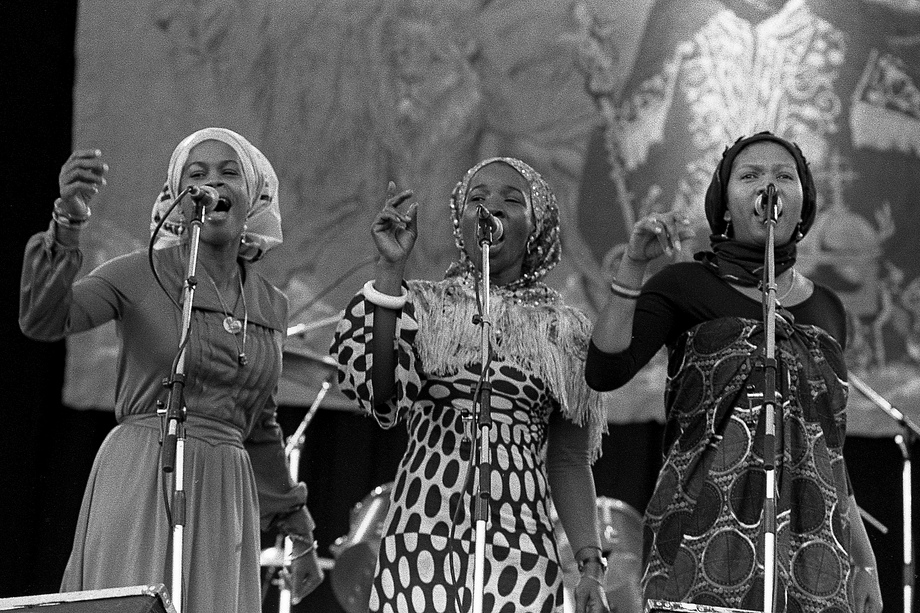
Bob Marley I Trois.
The I Threes, les choristes de Bob Marley et The Wailers. Photo prise lors du Bob Marley Dublin Ireland Concert le 6 juillet 1980, Dalymount Park. De gauche à droite : Judy Mowatv

Les I-Threes (The I Threes) sont un trio vocal composé de Marcia Griffiths, Judy Mowatt et Rita Marley. 
Elles sont principalement connues pour avoir travaillé avec Bob Marley et The Wailers à partir de leur 3e album, Natty Dread (1974) où par leur chorus, elles remplacent Peter Tosh et Bunny Wailer.
Elles ont également enregistré avec Serge Gainsbourg dans ses albums reggae  Aux armes et cætera et Mauvaises nouvelles des étoiles.